# Bagara baingan
Le plat nommé bagara baingan (parfois orthographié baghara baingan ou bagare baingan ; en ourdou : بگھارے بیگن ) est un curry d'aubergines typique de la région d'Hyderabad en Inde et aussi très populaire au Pakistan. Il est utilisé pour accompagner le biryani d'Hyderabad.

## Ingrédients
Outre les aubergines, ce curry comprend des graines de cumin, du sésame, des cacahuètes, de la noix de coco râpée, du tamarin, de l'oignon, de l'ail, du gingembre et différentes épices (curcuma, coriandre, piment).